# Венено (серіал)
Венено (раніше Veneno: Vida y Muerte de un Icono) — це іспанський біографічний телевізійний серіал 2020 року, створений Хав'єром Амброссі та Хав'єром Кальво, який виходив у етері Atresplayer Premium в Іспанії з 29 березня 2020 року по 25 жовтня того ж року. Серіал, що розповідає про життя та смерть іспанської трансгендерної співачки та телевізійної особи Крістіни Ортіс Родрігес, більш відомої як «Ла Венено», заснований на біографії ¡Діго! Ni puta ni santa. Las memorias de La Veneno Валерії Вегас.
Повний сезон планувалося випустити 29 березня 2020 року на платформі потокової підписки Atresplayer Premium, але через пандемію коронавірусу 2019-20 років виробництво та постпродукцію завершити не вдалося. Таким чином, лише перший із восьми епізодів вийшов у ефір цієї дати. Другий епізод вийшов у ефір 28 червня 2020 р. Третій епізод вийшов у ефір 20 вересня 2020 року, а решта епізодів виходила щотижня. Саундтрек серіалу, що включає кавер-версії Амайа Ромеро, Álex de Lucas та Jedet, а також оригінальну пісню «Nunca Debiste Cruzar el Mississippi» від Leiva, вийшов на цифрові платформи 29 жовтня
Прем'єра «Венено» відбулася на міжнародному рівні на каналі HBO Max, починаючи з 19 листопада.

## Передумови
У травні 2019 року було оголошено, що Хав'єр Кальво та Хав'єр Амброссі ведуть переговори щодо створення, написання та режисури біографії про життя іспанської трансгендерної телевізійної особи «Ла Венено» для Atresmedia. У листопаді 2019 року акторський склад був підтверджений, а Джедет, Даніела Сантьяго та Ізабель Торрес були обрані на роль головної героїні Крістіни Ортіс у серіалі. Відбір був дуже добре сприйнятий широкою громадськістю, яка подякувала дуету за те, що він обрав трьох справжніх трансгендерних жінок для ролі трансгендерної жінки. Зйомки розпочалися 16 грудня в Іслеті-дель-Моро, маленькому містечку в провінції Альмерія. Пізніше виробництво поширилося на Адру, Валенсію та Мадридську громаду (з особливим акцентом на Каса-де-Кампо) і планувалося тривати чотири місяці, закінчуючись у березні 2020 року. Виробництво було припинено на початку березня через національний локдаун в Іспанії, ухвалений 14 березня та спричинену пандемією коронавірусу 2019-20 років, яка на той момент вже заразила понад 5000 людей.
17 та 25 січня перші дві тізери були опубліковані в соціальних мережах. 28 січня було оголошено, що серія вийде на Atresmedia Premium у березні 2020 року. Офіційна дата випуску була оголошена 14 лютого Постер серіалу був оприлюднений 6 березня, а останній трейлер вийшов через тиждень.

## Сюжет
Венено зосереджується на житті та смерті однієї з культових і улюблених ЛГБТ- ікон в Іспанії, відомої як Ла Венено (Крістіна Ортіс). Незважаючи на те, що вона відома своєю харизмою та веселою особистістю, життя та смерть Ла Венено залишаються загадкою. Ця історія розповідає про досвід боротьби трансгендерної жінки, яка здобула популярність завдяки телевізійним виступам у 90-х і підкорила глядачів унікальним баченням світу. Протягом усього її життя історія ЛГБТ в Іспанії розповідається від 1960-х років до наших днів.
Серіал розповідає історію Валерії Вегас, студентки журналістики, яка ніколи не розуміла, чому люди називали її іменем, яке не є її власним, те саме, що трапилося з Крістіною, до того часу неправильно названим «Хоселіто» і тим самим, яке вона мала пережити жорстоке дитинство за часів Іспанії 60-х. Дві жінки, які народилися в дуже різні часи, але які в кінцевому підсумку назавжди згуртовані. Коли Валерія вирішує написати книгу про життя знакової Крістіни Ла Венено. Серіал також розповідає про важливість та актуальність засобів масової інформації, як вони можуть популяризувати або маргіналізувати лише за одну секунду.

## Контекст
Іспанія, 1990-ті. Літні Олімпійські ігри 1992 року відбулися в Барселоні, перетворивши місто в цілому і показавши світові нову відкриту і демократичну Іспанію після франкістської диктатури, Універсальну виставку 1992 року провели в Севільї, а Іспанія розпочала процес міжнаціоналізації, щоб світ краще пізнав країну. Піднявся туризм, зросла і економіка. Туристи не знали, що країна перебувала в процесі моральної перебудови після 35-річної тотальної диктатури. Багато людей все ще були фанатиками такої політики. Ментальність диктатури включала пресу та особисту цензуру, репресії та переслідування меншин або лівих людей. Після цього темного періоду розпочався громадський рух, відомий у народі як «Movida Madrileña». Цей рух полягав у використанні свободи, якої ви були позбавлені. Музика, преса та люди тепер могли висловлюватися повністю, не боячись потрапити до в'язниці та вбивства. Таким чином, Мадрид став цим раєм свободи в Іспанії, наповненим вечірками, диким життям та культурною діяльністю всіх видів ідеологій. Демократичний перехід розпочався у 1980-х, хоча, як уже було сказано, суть і душа Франко все ще були присутні, хоча він був мертвий. Перші п'ять років десятиліття 1990-х років в Іспанії стали темним періодом, що змінив життя країни через величезну кількість корупційних скандалів, терактів та вбивства трьох 14-річних дівчат у провінції Валенсія. Дівчат було викрадено в листопаді 1992 року двома молодими людьми (згідно з офіційним повідомленням) після того, як вони обоє погодились провести їх на молодіжну дискотеку в Пікасенті. Їх відвезли до зруйнованого сільського будинку посеред пагорбів Тоуса, де їх зґвалтували, катували та вбили. Завдяки розслідуванню, було виявлено тіла у січні 1993 року. Засоби масової інформації завжди були присутні, оскільки один із батьків дівчат звертався до преси в першу чергу, щоб знайти їх. Коли з'ясувалося, що дівчата автостопом їхали в клуб (що вважалось нормальним в той час), жіноча свобода була значно обмежена. Суть свободи в Іспанії занепала, і соціальні шоу почали з'являтися на національному телебаченні.
Однією з найпопулярніших та найважливішою була Esta Noche Cruzamos el Mississippi, яку проводив журналіст Пепе Наварро. Ця телевізійна програма поєднувала жартівливі замальовки та новини соціальної хроніки. Він відомий здебільшого завдяки своєму гумору та значною мірою завдяки вичерпному розслідуванню потрійного вбивства, відомого як вбивство дівчат Алькассер. Ель Міссісіпі, що виходить в ефірі Telecinco, став найпопулярнішим пізнім нічним шоу в Іспанії. У квітні 1996 року журналістці Фаелі Сайнц зробиларепортаж для шоу Наварро. Сайнц поїхала до Парку дель Есте, щоб зняти, таке явище як проституція в Мадриді, щоб показати світові щось, що все ще було замовчуваним у пресі. Розділений на два «райони», парк був наповнений трансгендерними та цисгендерними повіями. Так вона взяла інтерв'ю у Крістіни Ортіс Родрігес, яка прийняла псевдонім «La Veneno» завдяки треку «Dame Veneno» Лос Чунгуїтос 1976 року. Інтерв'ю з Ла Венено вийшло в ефірі телевізійного шоу 15 квітня. Глядачі постійно запитували, коли вона збирається виступити ще. Через два тижні Ортіс виступила у шоу 29 квітня 1996 року і став постійним членом екіпажу. Її незаперечна краса, неймовірно сирі історії, мова соез, світло та почуття гумору підкорили публіку, завдяки чому шоу Наварро охоплювало 8 мільйонів глядачів щоразу, коли вона виходила в етер. Ла Венено стала однією із перших трансгендерів, який показав Іспанії сиру, але справжню реальність проституції, бідності та неповаги до меншин навіть у власній родині. З цього моменту вона стала іконкою ЛГБТ в Іспанії та голосом для всіх трансгендерів, яких репресували за особисту особистість. Коли в 1997 році Esta Noche Cruzamos el Mississippi закінчився, La Veneno зняв два фільми з рейтингом R, випустив EP і продовжував виступати в інші телевізійні шоу, такі як La Sonrisa del Pelícano або Sálvame. У 2003 році вона потрапляє до в'язниці через шахрайство. Після звільнення з в'язниці в 2006 році студентка Валерія Вегас зустрічається з Ла Венено і зближується. У жовтні 2016 р. спогади Ла Венено « ¡Digo! Ni Puta ni Santa. Las Memorias de la Veneno», було опубліковано.

## Актори

### Головні актори
- Jedet як Ла Венено (молодий вік)
- Daniela Santiago як Ла Венено
- Isabel Torres як Ла Венено (старший вік)
- Лола Родрігес у ролі Валерії Вегас
- Paca la Pirana у ролі себе
- Desiree Rodriguez у ролі Пака «Ла Пірана» (молодий вік)

## Реліз і сприйняття
З моменту виходу першого епізоду 29 березня 2020 року кількість підписників Atresplayer Premium зросла на 42 %, досягнувши 3,3 мільйона передплатників. Veneno мав найкращий дебют епізоду в історії платформи і став найбільш перегляданою програмою на Atresplayer Premium, серіал переглядали в 10 разів більше, ніж будь-яке інше шоу на сьогодні. Друга серія серіалу вийшла в ефір 28 червня на святкування скасованого Гей-параду в Іспанії. 12 серпня Atresmedia оголосила, що третій епізод буде доступний на їх платформі 20 вересня. Починаючи з цього моменту, щонеділі випускався новий епізод до 25 жовтня 2020 року. Перші три серії були показані у понад 200 іспанських кінотеатрах 17 вересня. З нагоди запуску останнього епізоду на потоковій платформі, перші два епізоди вийшли в ефір на безкоштовному каналі Antena 3 25 жовтня 2020 р. Вони стали найбільш популярними шоу в Іспанії, на першу серію припало понад 2,5 мільйонів глядачів.
У липні 2020 року HBO Max придбала права на трансляцію серіалу для США та Латинської Америки. Прем'єра серіалу на каналі HBO Max відбулася 19 листопада 2020 року.

### Критика
Венено отримав визнання критиків після виходу. Кілька критиків назвали серіал «обов'язковим для перегляду», «зворушливою та складною історією, яка така емоційна та необхідна», «цікавою та ризикованою пропозицією щодо іспанської ікони», а також «твором мистецтва».

## Вплив
У червні 2020 року було оголошено, що головний акторський склад серіалу був обраний учасником гей-прайду 2020 року в Мадриді. Однак пік популярності Veneno досягнув у жовтні 2020 року, оскільки серіал підходила до завершення. 10 жовтня 2020 року міська рада Мадрида оголосила, що нова пам'ятна дошка Ла Венено буде встановлена в Парку-дель-Есте повторно. 15 жовтня величезне рекламне полотно було розміщено в центрі Гран Віа, найпрохіднішого та найважливішого проспекту Мадрида. 18 жовтня віце-президент Іспанії Пабло Іглесіас заявив у Twitter, що серіал «змушує вас плакати, сміятися, згадувати, співпереживати, але, перш за все, він змушує вас зрозуміти дикий біль, який спричиняють і наносять людям. Сподіваюсь, багато молодих людей побачать серіал». Це змусило багатьох людей негативно відреагувати на уряд Іспанії, який обіцяв національний «Транс-закон» ще в 2015 році. 30 жовтня міністр рівності Ірен Монтеро заявила, що закон буде проголосований іспанським народом перед тим, як буде поданий на затвердження уряду в наступні місяці. Це дозволило б трансгендерам змінювати своє ім'я та стать в офіційній документації, не представляючи медичних доказів про перехід та не приймаючи гормони. До цього в законодавстві Іспанії було зазначено, що для цього вам потрібно надати медичні докази, а також приймати гормони протягом 2 місяців без перерви. Раніше Монтеро рекомендував Венено щоб «зрозуміти клеймо, через яке страждають транс-люди». Венено також став єдиною іспанською стрічкою, яка потрапила до престижного списку фантастики FreshTV як одна з найбільш інноваційних постановок MIPCOM 2020. Він також був номінований на Преміо Ірис за найкращу режисуру, а його головні герої виграли Преміо Ондас за найкращу жіночу роль у фантастиці.

## Нагороди та номінації
| Рік      | Премія                                         | Категорія | Переможець (и)                             | Посилання |  |
| -------- | ---------------------------------------------- | --- | ------------------------------------------ | --------- |  |
| 2020 рік | Премія Ірис                                    | Найкращий напрямок                                                                                                   | Хав'єр Кальво та Хав'єр Амброссі           | [ 45 ]    |  |
| 2020 рік | Премія Ірис                                    | Премія критиків | Венено                                     | [ 46 ]    |  |
| 2020 рік | Преміо Ондас                                   | Найкраща жіноча вистава в художній літературі                                                                        | Джидет, Даніела Сантьяго та Ізабель Торрес | [ 47 ]    |  |
| 2020 рік | Нагороди MIPCOM Diversity TV Excellence Awards | Нагорода Diversity TV Excellence Award                                                                               | Венено\|                                   | [ 48 ]    |  |
| 2021 рік | Преміос Форке                                  | style="background: #FDD; color: black; vertical-align: middle; text-align: center; " class="no table-no2"\|Номінація | Венено\|                                   | [ 49 ]    |  |
| 2021 рік | Преміос Форке                                  | Найкраща актриса в серіалі                                                                                           | Даніела Сантьяго                           |           |  |
| 2021 рік | Преміос Фероз                                  | Кращий драматичний серіал                                                                                            | Венено                                     | [ 50 ]    |  |
| 2021 рік | Преміос Фероз                                  | Найкраща актриса в серіалі                                                                                           | Даніела Сантьяго                           |           |  |
| 2021 рік | Преміос Фероз                                  | Найкраща жіноча роль другого плану в серіалі                                                                         | Paca la Piraña                             |           |  |
| 2021 рік | 8-а MiM Series Awards                          | Найкращий напрямок                                                                                                   | Хав'єр Кальво та Хав'єр Амброссі           | [ 51 ]    |  |
| 2021 рік | 8-а MiM Series Awards                          | Кращий драматичний серіал                                                                                            | Венено                                     |           |  |